# Ивлевская (Красноборский район)
Ивлевская — деревня в Красноборском районе Архангельской области. Входит в состав Алексеевского сельского поселения.

## География
Находится в юго-восточной части Архангельской области на расстоянии приблизительно 10 км на юг по прямой от административного центра района села Красноборск в верховьях речки Евда.

## История
Отмечалась уже только в 1939 году как деревня Шеломянского сельсовета.

## Население
Численность населения не была учтена как в 2002 году, так и в 2010.